# The Knife
A The Knife egy 1999-ben alapított svéd együttes, melyet Karin Dreijer Andersson és Olof Dreijer testvérpár alkotnak. Emellett saját, Rabid Records nevű lemezcégüket is vezetik.

## Történet
Az együttes 2006-ban került nemzetközileg is reflektorfénybe, amikor Heartbeats című daluk José Gonzales-féle (2003-as) feldolgozása szerepelt az első, Balls című Sony Bravia reklámszpotban. A testvérek – bár reklám- és médiaellenességükről hírhedtek – beleegyeztek a dal felhasználásába, mert a jogdíjként kapott pénzből szilárd talpakra állíthatták zenei vállalkozásukat.
2006 végén a We Share Our Mother’s Health volt az iTunes Store heti ingyenesen letölthető dala. Ugyanez a dal szerepelt a Ki ez a lány? című ABC-sorozat, majd pedig a New York-i helyszínelők egy-egy epizódjában. 2007 augusztusában a Törtetők (HBO) negyedik évadjában a Heartbeats kapott újabb publicitást.
2006-ban a Knife – fennállása óta először – turnéra indult, majd a világszerte telt ház előtt zajló koncertkörútról DVD-t jelentetett meg november 8-án Silent Shout: An Audio Visual Experience címmel. A turné alatt Olof azt nyilatkozta, hogy az együttes háromévnyi szünetre készül, ő pedig ezalatt az idő alatt a DJ-karrierjére fog koncentrálni.
A Pitchfork Media 2006 legjobb albumának választotta a Silent Shout című lemezüket.
A svéd Grammis díjkiosztón hat jelölésből hatot díjra váltottak. Az együttes nem jelent meg az ünnepségen.

## Hatások
A The Knife a Pitchfork Media-nak adott interjújában a következőket jelölte meg a zenéjüket ért hatásokként: David Lynch és Aki Kaurismäki filmrendezők, koreai filmek, a Trailer Park Boys zenekar, a Donnie Darko című film, valamint a Doom játéksorozat.

## Diszkográfia

### Albumok
| Album                   | Kiadó         | Megjelenés ideje    | Slágerlisták    |
| ----------------------- | ------------- | ------------------- | --------------- |
| The Knife               | Rabid Records | 2001. február 5.    | 3x platinalemez |
| Deep Cuts               | Rabid Records | 2003. január 17.    | # 11 SWE        |
| Hannah med H Soundtrack | Rabid Records | 2003. november 26., | # 51 SWE        |
| Silent Shout            | Rabid Records | 2006. február 15.   | # 1 SWE         |
| Tomorrow, In a Year     | Rabid Records | 2010. január 28.    | # 24 SWE        |

### Kislemezek
- Afraid of You (2000)
- N.Y. Hotel (2001)
- Got 2 Let U (2002)
- Nedsvärtning (2002)
- Heartbeats (2004)  # 54 SWE
- You Take My Breath Away (2003)
- Pass This On (2003)
- Handy-Man (2003)
- Like a Pen 2006
- Marble House (2006)
- Silent Shou (2006)
- We Share Our Mothers' Health (2006)
- Christmas Reindeer (2006) (ingyenesen letölthető internet-exkluzív dal)
- Na Na Na (2007)

### DVD-k
- Deep Cuts (2004)
- When I Found The Knife, By: Frau Rabid (2005)
- Silent Shout: An Audio Visual Experience (2006)

### Egyéb
Karin Dreijer vendégénekesként az alábbi dalokban szerepel:
- Slow (dEUS) (2008)
- What Else Is There? (Röyksopp) (2005)
- Axe Man (Silverbullit) (2001)
- Bear Quartet (Be a Stranger) (Gay Icon CD 2001)
- Wasted (Robot) (Fake or Real? CD (2000, Starboy Recordings/BMG Sweden))
- Volksblues (The Bear Quartet) (1998)

Olof Dreijer a Y34RZ3R0R3M1X3D című Nine Inch Nails-remixalbumon szerepel a Me, I’m Not feldolgozásával.

### Produceri közreműködések
- Who’s That Girl?" (Robyn) (2005)
- Jenny Wilson: Let My Shoes Lead Me Forward (2005)
- Hird: Keep You Kimi                                         "Moving On Remixed" 12"  (2005)
- Stina Nordenstam: Parliament Square                 "Parliament Square" CDS (2005, V2 VVR5030983)

## Videográfia

### Videóklipek
- N.Y. Hotel (Andreas Korsár & Andreas Nilsson) (2001)
- Pass This On (Johan Renck) (2003)
- Heartbeats (Andreas Nilsson, Johannes Nyholm & Bo Melin) (2003)
- Handy-Man (Bold Faces) (2003)
- You Take My Breath Away (Henry Moore Selder) (2003) (Featuring Jenny Wilson)
- Rock Classics (Amy Leech) (2005) ("When I filmed The Knife" verseny nyertese)
- Silent Shout (Andreas Nilsson) (2006)
- Marble House (első verzió: "részben animált") (Björn Renner) (2006) (Featuring Jay-Jay Johanson)
- Marble House (második verzió: "egerek") (Chris Hopewell) (2006) (Featuring Jay-Jay Johanson)
- We Share Our Mothers' Health (Motomichi Nakamura) (2006)
- Like a Pen (Andreas Nilsson) (2006)
- Na Na Na (David Vegezzi & Dagmar Weaver) (2007)

### Rövidfilmek
- When I Found The Knife (story by Frau Rabid, animated by Vardag) (2004)
- When I Found The Knife Again (Amy Engles=Amy Leech) (2006)

### Koncertfilmek
- Silent Shout: An Audio Visual Experience (2006) (Marius Dybwad Brandrud)

## Díjak
2003 – Nöjesguiden’s Stockholm Award, Music Category

2003 – Swedish Hit Music Awards, Best Video “Heartbeats”

2003 – Swedish National Radio P3 “Gold”, Group of the Year

2003 – Swedish Grammies, Pop Group of the Year 

2004 – Manifest Awards, Pop Rock

2004 – SAMA (Scandinavian Alternative Music Awards), Song of the Year "Heartbeats"

2006 – Pitchfork Media Album of the Year

2006 – Manifest Awards, Dance/House Techno of the Year

2006 – Manifest Awards, Live Performers of the Year

2007 – Swedish National Radio P3 “Gold”, Group of the Year

2007 – Swedish National Radio P3 “Gold”, Dance of the Year

2007 – Swedish Grammies, Artist of the Year

2007 – Swedish Grammies, Pop Album of the Year “Silent Shout”

2007 – Swedish Grammies, Songwriters of the Year

2007 – Swedish Grammies, Pop  Producers of the Year

2007 – Swedish Grammies, Music-DVD of the Year "Silent Shout: An Audiovisual Experience"

2007 – Swedish Grammies, Pop Group of the Year

2007 – SAMA (Scandinavian Alternative Music Awards), Song of the Year "Marble House"

2007 – SAMA (Scandinavian Alternative Music Awards), Album of the Year "Silent Shout"

## Lásd még
- Honey Is Cool (Karin korábbi együttese)

## Külső hivatkozások
- Hivatalos honlap
- The Knife a MySpace-en
- The Knife a Last.fm-en